# 十七或者破產
「十七或者破产」（英語：Seventeen or Bust），是一个解决谢尔宾斯基问题中最後十七個正整數的分布式计算项目。此項目於2002年3月開展，在2016年4月伺服器停機前排除了十一個數。後來，計畫搬併入PrimeGrid，第十二個數在2016年10月排除。截至2017年4月，尚有五個數待確認，有參與者開玩笑說項目應更名為「Five or Bust」（「五或者破產」）。

## 目標
这个项目的目的就是证明78557是最小的谢尔宾斯基数，也就是說78557是最小的奇數k，使得對所有n > 0，k·2n+1都是合數。在这个项目开始之前，只有17个数有待排除。
對這17個k而言，這個項目利用普罗斯定理在以下數列中尋找質數
k·21+1, k·22+1, …, k·2n+1
如果找到了，那這個數就不是谢尔宾斯基数，如果所有17個數都被排除，那么这个关于谢尔宾斯基问题的猜想就被证明为真。
也有可能這些數列中不存在質數，那麼尋找質數的過程將永不停止。然而有些經驗法則暗示這個猜想是對的。
所有已知的谢尔宾斯基数k皆有一個小的有限質因數覆蓋集，含有至少一個k·2n+1的質因數。對目前已知最小的谢尔宾斯基数78557，其質因數覆蓋集為{3,5,7,13,19,37,73}，另一個谢尔宾斯基数的質因數覆蓋集則為{3,5,7,13,17,241}。所有剩下被確認過的數列皆沒有如此的小質因數覆蓋集，所以其中很可能存在質數。
伺服器在2016年4月停機，並無備份留存，此項目不再重啟。谢尔宾斯基问题將在PrimeGrid上持續計算。

## 搜尋進度
目前已找到十二個質數，原計畫「十七或者破產」找到了其中十一個，第十二個則是由PrimeGrid發現。
紫色數表示k值為合數。
  十七或者破產停機後發現的質數
| k      | n           | k·2n+1的數位長度 | 發現日期    | 發現者              |
| ------ | ----------- | ---------------- | ----------- | ------------------- |
| 46,157 | 698,207     | 210,186          | 26 Nov 2002 | Stephen Gibson      |
| 65,567 | 1,013,803   | 305,190          | 03 Dec 2002 | James Burt          |
| 44,131 | 995,972     | 299,823          | 06 Dec 2002 | deviced (nickname)  |
| 69,109 | 1,157,446   | 348,431          | 07 Dec 2002 | Sean DiMichele      |
| 54,767 | 1,337,287   | 402,569          | 22 Dec 2002 | Peter Coels         |
| 5,359  | 5,054,502   | 1,521,561        | 06 Dec 2003 | Randy Sundquist     |
| 28,433 | 7,830,457   | 2,357,207        | 30 Dec 2004 | Anonymous           |
| 27,653 | 9,167,433   | 2,759,677        | 08 Jun 2005 | Derek Gordon        |
| 4,847  | 3,321,063   | 999,744          | 15 Oct 2005 | Richard Hassler     |
| 19,249 | 13,018,586  | 3,918,990        | 26 Mar 2007 | Konstantin Agafonov |
| 33,661 | 7,031,232   | 2,116,617        | 13 Oct 2007 | Sturle Sunde        |
| 10,223 | 31,172,165  | 9,383,761        | 31 Oct 2016 | Péter Szabolcs      |
| 21,181 | >41,335,124 | >12,443,116      | 尚未发现    | 尚未发现            |
| 22,699 | >41,572,702 | >12,514,634      | 尚未发现    | 尚未发现            |
| 24,737 | >41,583,247 | >12,517,809      | 尚未发现    | 尚未发现            |
| 55,459 | >41,272,294 | >12,424,203      | 尚未发现    | 尚未发现            |
| 67,607 | >41,415,611 | >12,467,346      | 尚未发现    | 尚未发现            |

截至2017年8月，這些質數中最大的10223·231172165+1，同時也是已知前十大質數中唯一不是梅森質數的質數，也是最大已知的非梅森質數。
這些數字的長度堪比中篇小說的幅度。此計畫希望在以下五個數列中找尋質數：
k·2n+1, for k = 21181, 22699, 24737, 55459, 67607.
在2017年5月，n已超過了31,000,000，PrimeGrid決定暫停測試更大的 n，轉而重複確認先前較小的數。由於之前資料的遺失，結果皆尚未被兩台獨立的電腦分別計算確認。2019年10月——2年半後，覆檢完成。「十七或者破產」的參與者回到2016年10月的進度：檢查 21181 、 22699 、 24737 、 55459 和 67607 是否谢尔宾斯基数。

## 参阅
- 分布式计算
- 网格计算
- 分布式计算平台